# Carlos Brito (empresário)
Carlos Alves de Brito (Rio de Janeiro, 1960) é um administrador e empresário brasileiro. Foi CEO da AB InBev entre 2008 e 2021.
Nascido no Rio de Janeiro, é formado em Engenharia Mecânica pela Universidade Federal do Rio de Janeiro e é Mestre em administração de empresas (MBA) pela Universidade Stanford, Califórnia, Estados Unidos.
Brito trabalhou para a Shell Oil e a Daimler-Benz antes de ingressar, em 1989, para a companhia brasileira de cerveja e bebidas Brahma, que, em 1999, fundiu-se com a Companhia Antarctica Paulista para formar a AmBev.
Brito ocupou diversas posições nas áreas de finanças, operações e vendas, antes de ser nomeado CEO em janeiro de 2004. Depois que a InBev foi formada, em agosto de 2004, Brito foi nomeado Presidente para a América do Norte e em dezembro de 2005 passou a ocupar o posto mais alto da empresa, o de Diretor executivo (CEO), onde ele implementou uma estratégia baseada em corte de custos. 
Em 2008, após a aquisição da Anheuser-Busch, Brito assumiu a posição de CEO do grupo expandido.
Em 2021, Brito deixou a presidência da AB InBev, tendo o seu cargo sucedido por Michel Doukeris.